# Polovînciîk, Monastîrîșce
Polovînciîk (în ucraineană Половинчик) este o comună în raionul Monastîrîșce, regiunea Cerkasî, Ucraina, formată numai din satul de reședință.

## Demografie
Componența lingvistică a comunei Polovînciîk
     Ucraineană (98,48%)
     Rusă (1,52%)
Conform recensământului din 2001, majoritatea populației comunei Polovînciîk era vorbitoare de ucraineană (98,48%), existând în minoritate și vorbitori de rusă (1,52%).